# عبد الله كونكو

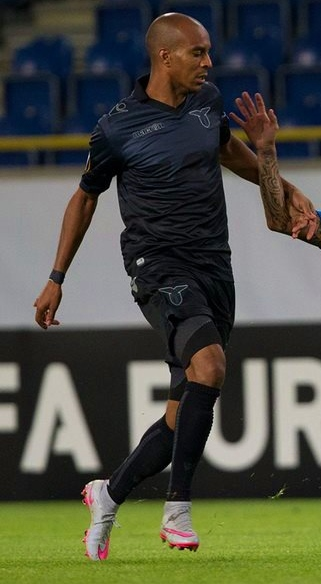

عبد الله كونكو (بالفرنسية: Abdoulay Konko)‏، من مواليد 9 مارس 1984 في مارسيليا في فرنسا، لاعب كرة قدم فرنسي من أصل مغربي.
بدأ مسيرته الكروية مع نادي يوفنتوس الإيطالي، وفي عام 2004 أعير إلى نادي كروتوني الإيطالي، ولعب معهم حتى عام 2006، وشارك معهم في 74 مباراة وسجل 7 أهداف، وفي موسم 2006/2007 أعير إلى نادي سيينا الإيطالي، وهو يلعب حاليا مع نادي لاتزيو الإيطالي

## روابط خارجية
- عبد الله كونكو على موقع قاعدة بيانات كرة القدم.إي يو (الإنجليزية)
- عبد الله كونكو على موقع ليكيب (الفرنسية)
- عبد الله كونكو على موقع Soccerway.com (الإنجليزية)
- عبد الله كونكو على موقع عالم كرة القدم.نت (الإنجليزية)
- عبد الله كونكو على موقع كووورة